# Fábio Coentrão
Fábio Alexandre da Silva Coentrão, vagy egyszerűen Fábio Coentrão (Vila do Conde, 1988. március 11. –) korábbi portugál válogatott labdarúgó. Eredeti posztja balhátvéd, de játszott balszélsőként és védekező középpályásként is.

## Klub karrier

### Rio Ave
2004-ben, 16 évesen csatlakozott a Rio Avehoz. A 2005–2006-os szezonban három mérkőzést játszott a portugál első osztályban, azonban a bajnokság végén kiesett a csapat és a másodosztályba került. A következő idényben visszaszerezték hírnevüket remek Portugál kupamenetelésükkel, hiszen a döntőbe jutva 2-1-re legyőzték a Sporting Lisszabont. Coentrão is betalált a meccsen, egy gyönyörű, közel 30 méteres bombagólt szerzett.
A következő évben megkapta az Év felfedezettje díjat Portugáliában, mellyel felkeltette jó pár európai klub figyelmét, köztük a Benficáét is, mely végül 2007 nyarán leigazolta a luzitán játékost.

### Benfica
Új csapatában kevés lehetőséget kapott, a szezon első felében mindössze hét mérkőzésen szerepelt, ezért 2008. január 1-jén a Nacional csapatához a szezon végéig kölcsönbe került. Május 3-án két gólt szerzett az akkor már bajnok FC Porto ellen, idegenben.
2008 nyarán nagyon közel állt a Feyenoord csapatához, mely szerint egy évre kölcsönbe ment volna a rotterdami csapathoz. Végül azonban az akkor éppen másodosztályú spanyol Zaragoza csapatába igazolt, egy féléves kölcsönszerződés keretén belül. Ez a kirándulása sem volt túl sikeres, összesen egy mérkőzésen lépett pályára a spanyol csapatban, így 2009 januárjában visszatért nevelőegyesületéhez, a Rio Avehoz, azonban ismét csak kölcsönbe.
2009 nyarán visszatért a Benficához, majd aláírta új szerződését, mely szerint 2015-ig a portugál csapat játékosa marad, kivásárlási ára pedig már 30 millió euró lett. 2009. december 2-án megszerezte első gólját az európai kupaporondon, a BATE Bariszav elleni Európa-liga csoportmérkőzésen, melyet csapata 2-1-re nyert meg.
2010. február 10-én a Benfica eladta Coentrão játékjogának 20%-át a Benficai Csillagok Alapítványának több csapattársával együtt. A 2009–2010-es szezon meghozta az áttörést Coentrão számára, 45 mérkőzésen lépett pályára, melyeken három gólt szerzett és 10 gólpasszt osztott ki, csapatával pedig megnyerte a portugál bajnokságot. A szezon végén ismét jelölték az Év felfedezettje díjra.
Coentrão a Benfica és a portugál válogatott alapembere lett, majd 2010. szeptember 27-én ismét meghosszabbította szerződését a portugál csapattal, melynek értelmében 2016-ig marad a klubnál. November 2-án megszerezte pályafutása első dupláját a Lyon elleni Bajnokok Ligája csoportmérkőzésen. Csapata 4-3-ra nyert a franciák ellen.

### Real Madrid
2011. július 5-én a Real Madrid és a Benfica mindenben megegyezett Coentrão átigazolásával kapcsolatban. A luzitán játékos hat évre írt alá és 30 millió eurót fizetett érte a madridi klub. Ezequiel Garay átigazolása is része volt az üzletnek. 2011. július 16-án mutatkozott be új csapatában a Los Angeles Galaxy elleni felkészülési mérkőzésen, melyen gólpasszt adott Benzemának és a Meccs emberének választották. Első két hivatalos mérkőzését az FC Barcelona ellen játszotta spanyol szuperkupában. Az első mérkőzésen csereként állt be Sami Khedira helyett, mint védekező középpályás, a visszavágón azonban már kezdő volt és balhátvédet játszott.
A bajnokságban 2011. augusztus 28-án debütált a Zaragoza ellen, a mérkőzést végigjátszotta, csapata pedig 6-0-ra győzött.
A szezon során játszott jobb és balhátvédet, védekező középpályást illetve balszélsőt is.
A nagyobb meccseken illetve rangadókon rendre ő kezdett Marcelo helyett, mivel Marcelo inkább támadó jellegű védő Coentrão pedig a hiba mentes védőmunkájáról híres.
A 2012. április 21-én megrendezett El Clásico alkalmával is kezdőként lépett pályára. Végig a meccsen nagyon jól játszott és Daniel Alves nem is tudott vele mit kezdeni. A meccset végül Cristiano Ronaldo sorsdöntő góljával a királyi gárda nyerte 1-2 arányban, ezzel gyakorlatilag megnyerve a 2011-2012-es La Liga kiírását.
A 2011-2012-es szezonban Coentrão összesen 33 tétmeccsen lépett pályára a Real Madrid színeiben ebből 24 alkalommal kezdőként.

## Válogatott karrier

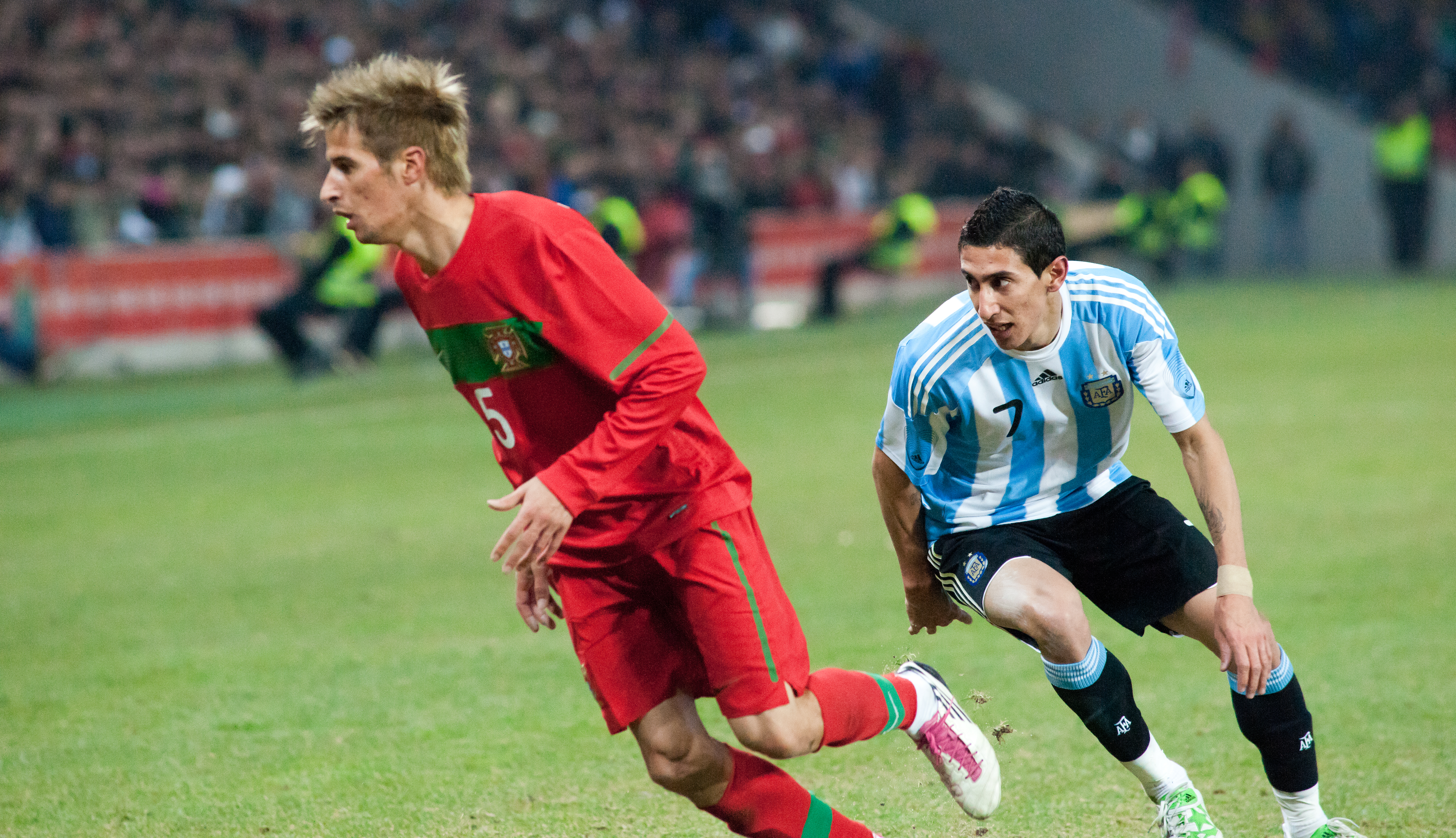
Coentrão és Ángel Di María egy Portugália-Argentína mérkőzésen

Coentrão végigjárta a szamárlétrát a válogatottakban. 2007-ben az U20-as portugál válogatott tagjaként részt vett a Madeira Kupán, és ő kapta a Legértékesebb Játékos díjat, illetve a torna gólkirálya is ő lett. Részt vett a 2007-es U20-as világbajnokságon, majd ugyanebben az évben debütált az U21-es portugál válogatottban.
2009 novemberében behívott kapott a felnőtt válogatottba a Bosznia-hercegovinai válogatott ellen, a 2010-es vb-selejtező mérkőzéséire. November 14-én mutatkozott be a válogatottban, csapata 1-0-ra nyert.
Carlos Queiroz, a portugál válogatott akkori szövetségi kapitánya behívta a Dél-Afrikába utazó 23 fős világbajnoki keretbe, mint stabil kezdő a balhátvéd poszton. A válogatott összes világbajnoki mérkőzésén szerepelt.
2011. augusztus 10-én szerezte meg első válogatott gólját a luxemburgi válogatott elleni barátságos mérkőzésen.
Paulo Bento meghívta a 2012-es Európa-bajnokságra nevezett 23 fős keretbe. Coentrão az Eb-n a portugál labdarúgó-válogatott összes mérkőzését végig játszotta, szám szerint 5 meccset. A tornán kiemelkedő teljesítményt nyújtott támadásban és védekezésben egyaránt. Az UEFA beválasztotta az Eb álomcsapatába a kiváló teljesítményének köszönhetően.

## Válogatott góljai
| #  | Dátum               | Helyszín                                            | Ellenfél  | Gólja | Végeredmény | Kiírás               |
| -- | ------------------- | --------------------------------------------------- | --------- | ----- | ----------- | -------------------- |
| 1. | 2011. augusztus 10. | Algarve Stadion, Algarve , Portugália               | Luxemburg | 3–0   | 5–0         | Barátságos mérkőzés  |
| 2. | 2013. március 22.   | Ramat Gan Stadion, Tel-Aviv , Izrael                | Izrael    | 3–3   | 3–3         | 2014-es Vb-selejtező |
| 3. | 2014. március 5.    | Estádio Dr. Magalhães Pessoa, Leiria , Portugália   | Kamerun   | 3–1   | 5–1         | Barátságos mérkőzés  |
| 4. | 2014. június 10.    | MetLife Stadium, East Rutherford , Egyesült Államok | Írország  | 5–1   | 5–1         | Barátságos mérkőzés  |
| 5. | 2015. március 29.   | Estádio da Luz, Lisszabon , Portugália              | Szerbia   | 2–1   | 2–1         | 2016-os Eb-selejtező |

## Karrier statisztikái
2018. július 8. szerint
| Klub                  | Szezon           | League          | League | Kupa            | Kupa  | Ligakupa        | Ligakupa | Európai         | Európai | Egyéb           | Egyéb | Összesen        | Összesen |
| Klub                  | Szezon           | Pályára lépések | Gólok  | Pályára lépések | Gólok | Pályára lépések | Gólok    | Pályára lépések | Gólok   | Pályára lépések | Gólok | Pályára lépések | Gólok    |
| --------------------- | ---------------- | --------------- | ------ | --------------- | ----- | --------------- | -------- | --------------- | ------- | --------------- | ----- | --------------- | -------- |
| Rio Ave               | 2004–05          | 1               | 0      | 0               | 0     | —               | —        | —               | —       | —               | —     | 1               | 0        |
| Rio Ave               | 2005–06          | 3               | 1      | 1               | 0     | —               | —        | —               | —       | —               | —     | 4               | 1        |
| Rio Ave               | 2006–07          | 25              | 4      | 2               | 0     | —               | —        | —               | —       | —               | —     | 27              | 4        |
| Rio Ave               | összesen         | 29              | 5      | 3               | 0     | 0               | 0        | 0               | 0       | 0               | 0     | 32              | 5        |
| Benfica               | 2007–08          | 3               | 0      | 0               | 0     | 3               | 0        | 1               | 0       | 0               | 0     | 7               | 0        |
| Nacional (kölcsönben) | 2007–08          | 16              | 4      | 0               | 0     | 0               | 0        | 0               | 0       | 0               | 0     | 16              | 4        |
| Zaragoza (kölcsönben) | 2008–09          | 1               | 0      | 0               | 0     | —               | —        | 0               | 0       | 0               | 0     | 1               | 0        |
| Rio Ave (kölcsönben)  | 2008–09          | 16              | 3      | 0               | 0     | 0               | 0        | 0               | 0       | 0               | 0     | 16              | 3        |
| Benfica               | 2009–10          | 26              | 0      | 2               | 1     | 4               | 1        | 13              | 1       | 0               | 0     | 45              | 3        |
| Benfica               | 2010–11          | 23              | 2      | 6               | 1     | 2               | 0        | 14              | 2       | 0               | 0     | 45              | 5        |
| Benfica               | Benfica összesen | 52              | 2      | 8               | 2     | 9               | 1        | 28              | 3       | 0               | 0     | 97              | 8        |
| Real Madrid           | 2011–12          | 20              | 0      | 5               | 0     | —               | —        | 8               | 0       | 0               | 0     | 33              | 0        |
| Real Madrid           | 2012–13          | 16              | 1      | 6               | 0     | —               | —        | 8               | 0       | 0               | 0     | 30              | 1        |
| Real Madrid           | 2013–14          | 10              | 0      | 4               | 0     | —               | —        | 6               | 0       | 0               | 0     | 20              | 0        |
| Real Madrid           | 2014–15          | 9               | 0      | 2               | 0     | —               | —        | 4               | 0       | 2               | 0     | 17              | 0        |
| Monaco (kölcsönben)   | 2015–16          | 15              | 3      | 1               | 0     | 0               | 0        | 3               | 0       | —               | —     | 19              | 3        |
| Real Madrid           | 2016–17          | 3               | 0      | 1               | 0     | —               | —        | 2               | 0       | 0               | 0     | 6               | 0        |
| Real Madrid           | Madrid összesen  | 58              | 1      | 18              | 0     | —               | —        | 28              | 0       | 2               | 0     | 106             | 1        |
| Sporting (kölcsönben) | 2017–18          | 25              | 1      | 5               | 0     | 3               | 0        | 11              | 0       | —               | —     | 44              | 1        |
| Karrier összesen      | Karrier összesen | 212             | 19     | 35              | 2     | 12              | 1        | 70              | 3       | 2               | 0     | 331             | 25       |

## Sikerei, díjai
Benfica:
- Portugál bajnokság: 2009–10
- Portugál ligakupa: 2009–10, 2010–11

Real Madrid:
- Spanyol bajnokság(2): 2011-12, 2016–17
- Spanyol szuperkupa: 2012
- Copa del Rey(2): 2013–2014
- UEFA-bajnokok ligája: 2013-14, 2016-17
- Európai szuperkupa (1): 2014
- FIFA-klubvilágbajnokság (2): 2014, 2016

Sporting:
- Portugál ligakupa: 2017–18
- Portugál kupa döntős: 2017–18

## Fordítás
- Ez a szócikk részben vagy egészben  a   Fábio Coentrão című angol Wikipédia-szócikk ezen változatának fordításán alapul.  Az eredeti cikk szerkesztőit annak laptörténete sorolja fel. Ez a jelzés csupán a megfogalmazás eredetét és a szerzői jogokat jelzi, nem szolgál a cikkben szereplő információk forrásmegjelöléseként.